# Манеж (Казань)
Манеж — историческое здание в Казанском кремле, построенное в 1880-х годах для нужд юнкерского училища. Ныне используется в научных и выставочных целях.

## История
Манеж был построен в 1880-х и вошёл в комплекс зданий Казанского юнкерского училища. Архитектурный проект сооружения был подготовлен в 1881 году в Санкт-Петербурге с учетом рельефа местности и окружающих построек. Помещение обширной площади использовалось для проведения строевых учений безотносительно времён года и погодных условий. Для манежа было выбрано место с южной стороны главного корпуса училища. Здание расположили торцом к выезду из кремля, вытянув с запада на восток. При строительстве были использованы руины находившегося рядом Троице-Сергиева монастыря, точнее — фундаменты его ограды со стороны западной стены. В манеже были устроены отопительные печи, располагавшиеся в стенных нишах боковых стен с обеих сторон симметрично по отношению к центральной оси здания.
Здание располагается по проезду Шейнкмана, дом № 11. В 1995 году решением правительства Татарстана манеж был включён в государственный охранный реестр недвижимых памятников градостроительства и архитектуры республиканского значения. В 2003–2006 годах здание было отреставрировано «Татарским специальным научно‑реставрационным управлением». В 2016, 2017 и 2019 годах приказами министерства культуры России здание в составе ансамбля Казанского кремля было отнесено в разряд объектов культурного наследия федерального значения. Ныне используется для проведения культурно-образовательных мероприятий как «Выставочный зал „Манеж“», являющийся структурным подразделением центра «Эрмитаж-Казань». В здании также располагается Центр письменного и музыкального наследия Института языка, литературы и искусства имени Галимджана Ибрагимова Академии наук Татарстана.

## Архитектура
Манеж представляет из себя прямоугольное в плане здание из кирпича, 56 метров в длину на 18 метров в ширину при высоте в 10 метров до конька кровли. Расстояние между стенами перекрыто подвесным потолком, крепящимся к стропильной системе крыши. Фасад полностью покрыт французским рустом в виде широких горизонтальных полос. Пилястры дополнительно оформлены накладными лопатками внутри рустовки. Окна устроены в виде арок с профилированными наличниками, опускающихся до самого цоколя и одновременно перерезающихся подоконным карнизом, украшенных пирамидальными филёнками. На входной портал, выделенный из фасада раскреповкой, опирается декоративный фронтон, переходящий в аттик. Над деревянной дверью установлен кованый навес на чугунных столбах. Вальмовая крыша со скатной кровлей из листового железа по периметру ограждена кованой решеткой, опирающейся на кирпичные столбы. Стены боковых фасадов — гладкие, рустованы только пилястры ниш бывших печей.